# Élection présidentielle sud-ossète de 2011
L'élection présidentielle sud-ossète de 2011 s'est tenue les 13 et 27 novembre 2011 en Ossétie du Sud, un État de facto jouissant d'une reconnaissance internationale limitée. Aucun des onze candidats présents au premier tour n'obtient la majorité absolue des suffrages. Le second tour oppose Anatoli Bibilov à Alla Djioïeva. La participation est de 72 % des électeurs inscrits, et Alla Djioïeva remporte le scrutin avec 56,7 % des voix. Le second tour de l'élection est cependant annulé par la Cour suprême le 29 novembre, en raison de « nombreuses irrégularités ». Une nouvelle élection se tient le 25 mars 2012.

## Contexte

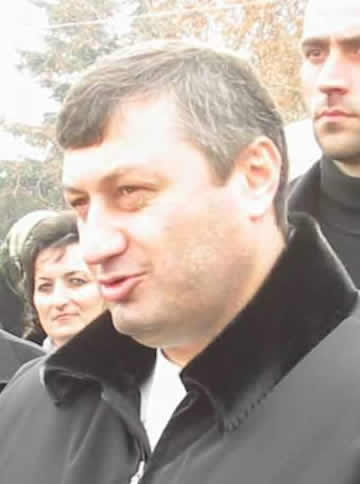
Le président sortant Edouard Kokoïty, en 2009.

L'Ossétie du Sud est une République située dans le Caucase qui a fait unilatéralement sécession de la Géorgie en 1992. Son indépendance n'est pas reconnue par la Géorgie ni par l'Organisation des Nations unies. Elle est reconnue par la Russie depuis 2008, ainsi que le Nicaragua, le Venezuela, les îles Nauru, Vanuatu et Tuvalu.
Un conflit armé entre la Géorgie et l'Ossétie du Sud soutenue par les forces armées russes a lieu en août 2008.
Le président sortant, Edouard Kokoïty, est au pouvoir depuis 2001. La Constitution lui interdit de se présenter pour un troisième mandat consécutif. En mai 2011, ses partisans ont rédigé une pétition pour organiser un référendum afin de modifier cette règle constitutionnelle, mais la Cour suprême a rejeté cette proposition comme inconstitutionnelle. En juin 2011, un groupe de militaires pénètre dans le Parlement afin d'obtenir un changement de la Constitution. Le président du Parlement Stanislav Kochiyev refuse d'engager une telle réforme à quelques mois du scrutin. Edouard Kokoïty lui-même annonce à plusieurs reprises qu'il n'a pas l'intention de se porter candidat.

## Système électoral
Le président de l'Ossétie du Sud est élu au scrutin uninominal majoritaire à deux tours pour un mandat de 5 ans renouvelable une fois. Est élu le candidat qui recueille la majorité absolue des votes valides au premier tour. À défaut, les deux candidats arrivés en tête au premier tour s'affrontent lors d'un second tour, et celui recueillant le plus de voix est déclaré élu. Pour être reconnu valide, le second tour doit réunir un taux de participation d'au moins 30 % des inscrits.
L'article 48 de la constitution sud-ossète dispose que, pour être candidat, une personne doit être citoyen ossète, avoir au moins 35 ans, avoir le droit de vote, parler les langues nationales et résider sur le territoire sud-ossète depuis au moins 10 ans.

## Premier tour (13 mars 2011)
Le dimanche 13 novembre 2011, près de 50 000 personnes se rendent aux urnes afin d'élire un nouveau président sud-ossète. L'opposition dit craindre des fraudes au cours du scrutin. Aucun des onze candidats n'obtient le nombre de voix nécessaires pour être élu dès le premier tour.

## Deuxième tour (27 novembre 2011)

Candidats au second tour
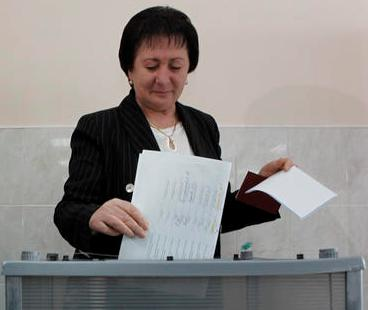
Alla Djioïeva en 2011
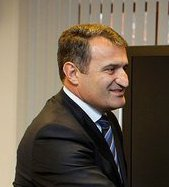
Anatoliy Bibilov en 2011

Un deuxième tour oppose le ministre des Situations d'urgence, Anatoli Bibilov, (25,44 % des votes au premier tour) du parti au pouvoir Unité et considéré comme le favori du gouvernement russe à l'ancienne ministre de l'Éducation, Alla Djioïeva, (25,37 % des votes au premier tour) le 27 novembre 2011. La barre des 72 % de participation est franchie.
À la suite du décompte des bulletins dans 74 bureaux de vote, Alla Djioïeva cumule 56,7 % des votes contre 40 % pour Anatoli Bibilov.

## Annulation du scrutin
Le parti Unité dépose une plainte le 28 novembre. La Cour suprême sud-ossète invalide le lendemain le second tour de la présidentielle, en raison « de nombreuses irrégularités ». Le président de la Cour suprême Atsamaz Bitchenov déclare que « Alla Djioïeva ne pourra pas participer à la nouvelle élection présidentielle. Elle est privée de ce droit, la Cour suprême ayant constaté des infractions qu'elle a commises lors du précédent scrutin ». Le même jour, une nouvelle élection présidentielle est fixée au 25 mars 2012.

## Conséquences

### Crise politique
Alla Djioïeva s'autoproclame présidente et forme avec six candidats à l'élection un Conseil d’État pour coordonner l'action de l'opposition. Elle déclare « Nous allons saper ces élections. Nous descendrons tous dans la rue, il y aura des actions de protestation de masse. » Ses partisans tentent de prendre d'assaut le bâtiment du gouvernement et manifestent à Tskhinvali.
Après l'intervention d'un médiateur russe, Edouard Kokoïty annonce sa démission le 10 décembre 2011, et Alla Djioïeva obtient le droit de se présenter à l'élection de mars 2012. Les tensions politiques sont cependant ravivées le 18 janvier 2012, lorsqu'Alla Djioïeva rompt l'accord qu'elle avait conclu avec Edouard Kokoïty pour non-respect de ses engagements : le procureur général et le président de la Cour suprême n'ont pas été limogés et les pressions sur les partisans d'Alla Djioïeva ont persisté. La candidature de cette dernière à l'élection prévue en mars reste incertaine. Une semaine plus tard, les résidences à Moscou de deux de ses partisans, Djamboulat Tedeev et Rodion Sioukaev, font l'objet de perquisitions.
Le 28 janvier, Alla Djioïeva annonce lors d'un rassemblement de ses partisans à Tskhinvali son investiture fixée au 10 février. Elle déclare : « Je demande au président par intérim, Vadim Brovtsev, de me transmettre le pouvoir de manière civilisée. » Le jour prévu de son investiture, elle est hospitalisée à la suite d'un assaut de la police selon ses partisans, en raison d'une crise d'hypertension selon le ministère de l'Intérieur,.

### Nouvelle élection (25 mars 2012)
Un nouveau scrutin se tient le 25 mars 2012. Vingt-deux personnes avaient annoncé vouloir se présenter, mais seuls quatre y ont été autorisés par la Commission électorale centrale. Alla Djioïeva, qui avait remporté le second tour du 27 novembre 2011, est retenue de force à l'hôpital. L'entourage du président sortant Edouard Kokoïty ne présente pas de candidat.